# 남평 문씨
남평 문씨(南平文氏)는 전라남도 나주시 남평읍을 본관으로 하는 한국의 성씨이다.

## 역사
남평 문씨의 시조 문다성(文多省)은 고려 삼중대광벽상공신(三重大匡壁上功臣) 남평백(南平伯)에 봉해지고 무성(武成)의 시호를 받았다고 한다.
문다성은 갓난아기 때 백제 미동부리현(未冬夫里縣)의 장자못이라는 연못가의 높은 바위 위에서 발견되었다는 전설이 있으며, 전라남도 나주시 남평읍의 장자못가에 문암(文巖)이라는 전설 속의 바위가 남아 있다.
전설에 따르면 472년(백제 개로왕 18년) 미동부리현(未冬夫里縣) 동쪽에 장자못이라는 큰 못이 있었고 그 못가에 천길 높이의 바위가 솟아 있었다. 하루는 군주(수령)가 그 바위 아래서 놀고 있었는데 갑자기 바위에 오색구름이 감돌면서 갓난아이의 울음소리가 은은하게 들려왔다. 신기하게 여긴 군주가 사다리를 가져오게 하여 바위 위에 올라가 보니 석함이 놓여 있었고, 그 속에는 피부가 옥설같이 맑고 용모가 아름다운 갓난아이가 들어 있어 기이하게 생각하며 군주가 거두어 길렀다. 나이 5세에 문사에 스스로 통달하고 무략이 뛰어날 뿐만 아니라 총명하여 사물의 이치를 스스로 깨닫는지라 성을 문으로 하고 이름을 다성이라 칭했다고 한다. 그 후 삼중대광벽상공신(三重大匡壁上功臣)으로 남평백(南平伯)에 봉해지고 98세까지 살았다고 하여 후손들이 남평을 본관으로 하게 되었다.
대종회에서는 472년(백제 개로왕 18년) 탄생은 고려 개국공신이라는 족보 기록과 맞지 않아 후삼국시대로 정정하였다.
문다성의 아들 문탁(文倬) 이후의 세계(世系)가 불분명하여 1731년 장흥 월천서원에서 발간한 남평 문씨 최초의 족보인 신해보에서 문익(文翼)을 기세조로 하였고 이후 최초의 합의된 대동보에서도 중시조인 문익을 1세로 하여 세계를 정리하였으며 최신의 대동보도 이를 따르고 있다.
중시조 문익(文翼)은 1098년(숙종 3) 좌찬선대부·급사중으로 임명되었고, 1102년 서북면병마사(西北面兵馬使)를 역임하였으며, 산기상시(散騎常侍)에 이르렀다. 시호(諡號)는 경절(敬節)이다.
문익의 아들인 문공인(文公仁)과 문공유(文公裕)가 문과에 급제하여 판상서병부사(判尙書兵部事)와 병부상서(兵部尙書)에 이르렀고, 손자 문극겸(文克謙)은 권판상서이부사(權判尙書吏部事)에 이르렀다.
남평 문씨는 조선시대 문과 급제자 38명을 배출하였다.

## 본관
남평(南平)은 전라남도 나주시(羅州市) 남평읍 일대의 지명이다. 백제의 무진군(武珍郡) 미동부리현(未冬夫里縣)이었는데, 백제 멸망 뒤에는 당나라 웅진도독부의 대방주(帶方州)에 속했다가 남북국 시대 때 무진주(武珍州) 미동부리현(未冬夫里縣)이 되어 지방 군사 조직인 10정 중 하나인 미다부리정(未多夫里停)을 두었다. 757년(신라 경덕왕 16년) 무주(武州) 현웅현(玄雄縣)으로 고쳤다. 940년(고려 태조 23년) 나주(羅州) 남평현(南平縣)이 되었다. 983년(고려 성종 2년) 십이목(十二牧)이 설치될 때 나주목(羅州牧) 남평현(南平縣)이 되었다. 1390년(고려 공양왕 2년) 주현에서 격하되어 화순현에 속현으로 편입되었다. 1394년(조선 태조 3년) 다시 주현으로 승격시켜 감무를 두었고, 1413년(조선 태종 13년) 감무가 현감(縣監)으로 바뀌었다. 1895년(조선 고종 32년) 나주부 남평군으로 승격되었다. 1896년 전라남도 남평군이 되었다. 1914년 나주군에 병합되어 남평면이 되었다가 1995년 3월 나주시 남평읍으로 승격되었다.
1993년 탄강지인 전라남도 나주시 남평면 풍림리의 문바위 옆에 설단하고  매년 3월 20일 단제를 모시며 장연서원에 배향하여 9월 중정일에 유림에서 제향을 올리고 있다.

## 분파
1세 문익(文翼), 2세 문공유(文公裕), 3세 문극겸(文克謙)으로 이어오다가 4세손부터 갈라져 11세손까지 10파로 나뉜다.
- 4세 문후식(文侯軾)
  - 5세 문정(文挺)[4]
    - 6세 문득준
      - 7세 문극검(文克儉)
        - 8세 문윤각(文允恪)
          - 9세 문숙선(文叔宣)
            - 10세 문익겸(文益謙) → 충혜공파(忠惠公派)
            - 10세 문익점(文益漸) → 단성 문씨(丹城文氏)
              - 11세 문중용(文中庸) → 헌납공파(獻納公派)
              - 11세 문중성(文中誠) → 순질공파(純質公派)
              - 11세 문중실(文中實) → 의안공파(毅安公派)
              - 11세 문중진(文中晉) → 시중공파(侍中公派)
              - 11세 문중계(文中啓) → 성숙공파(成淑公派)

    - 6세 문득걸
      - 7세 문원길(文原吉)
        - 8세 문재도(文載道)
          - 9세 문구(文龜) → 감천군파(甘泉君派)

  - 5세 문착 → 남제공파(南濟公派)
- 4세 문유필(文惟弼) → 순평부원군파
  - 5세 문정(文証)[4]
    - 6세 문윤실(文允實)
      - 7세 문구(文球)
        - 8세 문경(文璟)
          - 9세 문달한(文達漢) → 충익공파(忠翊公派)

    - 6세 문인위(文仁渭)
      - 7세 문녹천(文祿千)
        - 8세 문근(文瑾) → 판도판서공파

## 항렬자
- 대동항렬 (중시조로 1세)

| 30세                       | 31세                 | 32세                       | 33세                 | 34세                       | 35세                 | 36세                       | 37세                 | 38세                       | 39세                 | 40세                       | 41세                 | 42세                       |
| -------------------------- | -------------------- | -------------------------- | -------------------- | -------------------------- | -------------------- | -------------------------- | -------------------- | -------------------------- | -------------------- | -------------------------- | -------------------- | -------------------------- |
| 口호(鎬) 口현(鉉) 口흠(欽) | 제(濟) 승(承) 홍(鴻) | 口식(植) 口모(模) 口상(相) | 희(熙) 형(炯) 병(炳) | 口주(周) 口기(基) 口균(均) | 종(鍾) 용(鎔) 동(錬) | 口영(泳) 口수(洙) 口흡(洽) | 동(東) 학(學) 환(桓) | 口노(魯) 口섭(燮) 口훈(勳) | 재(在) 시(時) 규(圭) | 口선(銑) 口일(鎰) 口석(錫) | 택(澤) 태(泰) 해(海) | 口표(杓) 口근(根) 口목(穆) |

- 순평군파

| 28세                                | 29세   | 30세              | 31세   | 32세     | 33세   | 34세     | 35세   | 36세     | 37세   |
| ----------------------------------- | ------ | ----------------- | ------ | -------- | ------ | -------- | ------ | -------- | ------ |
| 口주(柱) 口동(東) 口식(植) 口환(桓) | 병(炳) | 口곤(坤) 口균(均) | 종(鍾) | 口연(淵) | 상(相) | 口환(煥) | 규(奎) | 口호(鎬) | 위(渭) |

## 조선 왕실과의 인척관계
- 목조 외증조부 문극겸
- 문종 후궁 숙의 문씨
- 이성군(성종의 서자) 정비 곤산군부인 남평 문씨

## 문화재
- 나주 문바위문암(羅州文바위文巖) - 전라남도 나주시 남평읍 풍림리 산112번지에 위치한 남평 문씨 시조 문다성의 탄생 설화와 관련된 바위. (전라남도 민속문화재 제32호)

## 같이 보기
- 장연 문씨
- 정선 문씨
- 강릉 문씨
- 개령 문씨